# 冥界 (古埃及)
冥界（音译“杜阿特”，也作Tuat、Tuaut、Akert、Amenthes、Amenti或Neter-khertet）是埃及神话中的死后世界。它在象形文字中表示为“𓇽”。

## 概述
在埃及神话体系中，奥西里斯被认为是冥界的主宰，因为他是奥西里斯神话中，也是整个埃及神话体系中的第一个木乃伊，象征着重生及死后的二次生命。除奥西里斯之外，冥界还是其它各种神祇的居所之一。每天夜晚，太阳神拉自西向东穿过冥界，并在此处与代表混沌的巨蛇阿佩普进行决战，从而在每日的清晨时分得以从东方降临人间，并给人间带来光明和秩序。人们死后灵魂来到冥界，进行死后审判，通过者的灵魂得以复活，获得永生，并前往天国之地——芦苇原，而未通过审判者的灵魂则被恶魔阿米特所吞噬。陵寝中的墓穴常被古埃及人看作是尘世与冥界的分界线，而死者的灵魂“阿赫”，也是借助墓穴从冥界返回人间的。

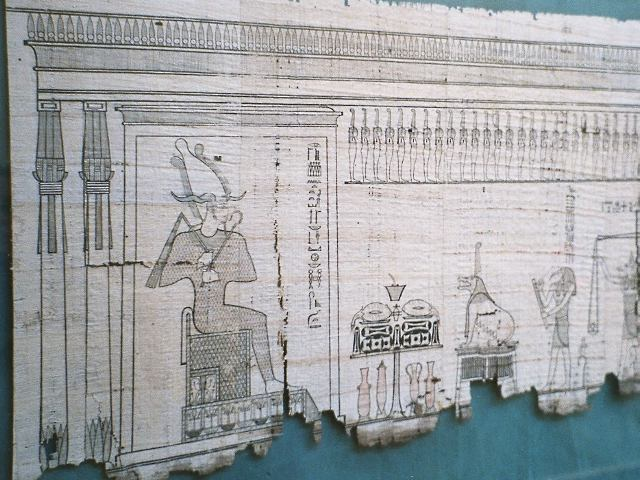
古埃及亡灵书中的一部分，写在莎草纸上，表现的是在冥界中的心脏称重仪式，其中最右侧为阿努比斯。用于称量死者心脏的天平另一头是羽毛砝码，而神兽阿米特则在一旁等待着她的食物。奥西里斯坐在通往芦苇原的门廊之中，从这点可以看出，这份莎草纸体现的是较晚期的埃及神话

夜间太阳神拉航行穿过冥界，这说明死者在冥界中的首要任务即是复活。拉驾着他的阿泰特驳船从西至东穿越地下，并且从阿图姆形态（象征年迈的夕阳）回到赫普里形态（象征初升的朝日）。埃及的统治者在死后也会被尊为神，通常出现在太阳神拉的周围，因此也位于古埃及灵魂观的核心地位。国王死后将于拉神一起穿过奥西里斯所统率的冥界，同时他还被认为拥有一门特殊的学问，引导后世国王以至所有死者进入来世——这些都被记载在金字塔文之中。 根据来世之书，冥界包含着十二个地区，并与太阳神拉经过冥界所需耗费的十二个小时相对应。在太阳神拉的冥界旅程之中，他的光芒将航程所在区域中的死者苏醒，并在他通过那一区域的那一个小时当中，使得死者的灵魂得以享受来世。此后死者的灵魂重新“入眠”，等待太阳神拉的下一次到访。
古埃及冥界的概念主要来自陵寝中的铭文，如地狱之书、洞穴之书、金字塔文、来世之书以及亡灵书中。这些铭文的作用各不相同，并且对于冥界概念的描述也往往大相径庭。现存的古埃及文献在成书年代和背景方面都有所不同，因此就像古埃及文明中的其它很多概念一样，“冥界”也许同样没有一个统一、权威的定义。
尽管冥界中有着众多形似恶魔的居民，但是与亚伯拉罕诸教教義中的“地狱”概念有所不同。在基督教教義中，有罪者的灵魂受尽烈火的折磨，而在古埃及宗教体系思想中，有罪者被拒绝给予来世的永生，死后的灵魂“阿赫”也不复存在。冥界中各种面目可憎的生物并不是邪恶的象征，相反，它们受诸神控制，象征着死者的灵魂在真正进入来世之前所必须经受的重重考验。冥界也是埃及神话体系中诸神的居所之一，奥西里斯、阿努比斯、托特、荷鲁斯、哈索尔以及玛阿特都曾现身冥界，在死者灵魂通向审判的路上陪伴在其左右。